# Taraxacum accedens
Taraxacum accedens, trajnica, vrsta maslačka rasprostranjena po Švedskoj, Poljskoj, Estoniji i Finskoj. Vrsta je opisana 1947. u Svensk Bot. Tidskr. 41: 452